# 羽田正
羽田 正（はねだ まさし、1953年7月9日 - ）は、日本の歴史学者。専門は、世界史・比較歴史学。東京大学名誉教授。東京大学東洋文化研究所元所長。

## 経歴
1953年、大阪市生まれ。京都大学文学部史学科で学び、1976年に卒業。京都大学大学院文学研究科東洋史学（西南アジア史学）専攻に進学し、修士課程を1978年に修了。同博士後期課程進学し、1980年よりパリ第3大学博士課程に進学。1983年、Doctorat de troisième cycle (Etudes iraniennes) を取得。帰国後、1984年に京都大学大学院文学研究科博士後期課程を単位取得退学。
1984年、日本学術振興会奨励研究員。1985年より日本学術振興会特別研究員。1986年、京都橘女子大学文学部助教授となった。1989年、東京大学東洋文化研究所助教授に転じた。1997年、同教授に昇格。2004年4月1日から2006年3月まで、同副所長を務めた。そして、2009年4月1日からは同所長となった。2012年3月、同所長を退任。2012年4月1日からは東京大学副学長ならびに国際本部長となった。2019年、東京大学を定年退任し、名誉教授となった。その後は、東京カレッジ長を務めている

## 受賞・栄典
- 2006年：第18回アジア・太平洋賞特別賞。『イスラーム世界の創造』(2005)に対して。
- 2010年：第4回ファーラービー国際賞。『イスラーム世界の創造』(2005)に対して。
- 2010年：アジア太平洋出版協会出版賞学術書部門銀賞。編著書Asian Port Cities 1600-1800に対して[5][6]
- 2017年：紫綬褒章を受章[7]
- 2021年：フランス政府教育功労章将校(オフィシエ、2等)を受章[8]
- 2024年：文化功労者[9]

## 家族・親族
- 祖父：羽田亨は東洋史学者、京都大学名誉教授。
- 伯父：羽田明[10][11]。

## 著作
単著
- 『モスクが語るイスラム史：建築と政治権力』中央公論社〈中公新書〉1994
  - 増補 ちくま学芸文庫 2016年
- 『勲爵士シャルダンの生涯：十七世紀のヨーロッパとイスラーム世界』中央公論新社 1999
  - 改題『冒険商人シャルダン』講談社学術文庫 2010
- 『イスラーム世界の創造』東京大学出版会〈東洋叢書〉2005
  - 改題『〈イスラーム世界〉とは何か：「新しい世界史」を描く』講談社学術文庫 2021[12]
- 『東インド会社とアジアの海』(興亡の世界史 15) 講談社 2007
  - 講談社学術文庫 2017年
- 『新しい世界史へ：地球市民のための構想』岩波書店〈岩波新書〉2011
  - Toward creation of a new world history野田牧人訳、出版文化産業振興財団 2018[13]
- 『グローバル化と世界史』(シリーズ・グローバルヒストリー 1) 東京大学出版会 2018

共著
- 『成熟のイスラーム社会』(世界の歴史 15) 永田雄三共著、中央公論社 1998
  - 中公文庫 2008年

編著・共編
- 『イスラム都市研究：歴史と展望』三浦徹[14][15]共著、東京大学出版会 1991
- 『岩波イスラーム辞典』大塚和夫・小杉泰・小松久男・東長靖・山内昌之監修、岩波書店 2002
- 『シリーズ・都市のアナトミー (1) 都市のフィロソフィー 都市とは何か、その本質』大谷幸夫・和田清美と共著、こうち書房 2004
- 『シリーズ港町の世界史 (3) 港町に生きる』歴史学研究会編、青木書店 2006
- "（英語）Asian Port Cities 1600-1800. Local and Foreign Cultural Interactions "National University of Singapore Press & Kyoto University Press, 2009.
- 『東アジア海域に漕ぎだす (1) 海から見た歴史』小島毅監修、東京大学出版会 2013
- 『グローバルヒストリーと東アジア史』東京大学出版会 2016
- 『地域史と世界史』責任編集、ミネルヴァ書房 2016
- 『イラン史』山川出版社 2020

翻訳
- 『ペルシア紀行：17・18世紀大旅行記叢書(6)』ジャン・シャルダン著、佐々木康之共訳、岩波書店 1993
- 『シャルダン 「イスファハーン誌」研究：17世紀イスラム圏都市の肖像』編訳著、東京大学出版会 1996
- 『フランス東インド会社とポンディシェリ』フィリップ・オドレール著、山川出版社 2006